# Schleuse Jochenstein
Die Schleusenanlage Jochenstein wurde mit der Gesamtbaumaßnahme Kraftwerk Jochenstein für die Durchgängigkeit der Schifffahrt auf der Donau errichtet.

## Lage und technische Daten
Die Kammern der Doppelschleuse liegen an Donau-Kilometer 2203,2 und haben beide eine nutzbare Länge von 227 m und eine Nutzbreite von 24 m. Zuerst wurde 1954 mit dem Bau der Nordschleuse begonnen und 1955 dann mit der Südschleuse. Die Schleusenanlage befindet sich vollständig auf deutschem Hoheitsgebiet der Gemeinde Untergriesbach.
Die Fallhöhe der Schleuse beträgt 10,34 m. Das Ausbaustauziel am zugehörigen Wehr des Kraftwerk Jochenstein liegt bei 290,0 m über NN. Die Bedienung der beiden Schleusenkammern erfolgt durch Personal vor Ort an der Schleuse.
Die Verschlüsse der beiden Schleusenkammern sind unterschiedlich ausgeführt. Der Oberhauptverschluss der südlichen Kammer ist ein Hubsenktor mit Hakendoppelschützen. In der nördlichen Kammer wurde ein Hubtor bei hochgezogenem Drempel eingebaut. Die Unterhauptverschlüsse beider Kammern sind Riegelstemmtore mit Öffnungen zum Entleeren der Kammer. Auch die Füllung der Kammern erfolgt direkt über den Verschluss durch Anheben der Untertafel.

## Sonstiges
Das Team der Schleuse ist im Juli 2013 weit über Deutschland hinaus bekannt geworden, weil es im Zusammenhang mit beschlossenen Umstrukturierungen im Wasser- und Schifffahrtsamt für den Erhalt der Arbeitsplätze und bessere Lohnbedingungen gestreikt hat. Das führte zu einer massiven Behinderung der Gütertransporte und des Kreuzfahrtgeschäftes. Passau war in dieser Zeit als Start- und Zielhafen nicht nutzbar, womit sich auch Versorgungsprobleme für die Schiffe ergaben, die erst im österreichischen Abschnitt der Donau an einem provisorischen Hafen beseitigt werden konnten. Passagiere wurden mit Bussen auf Kosten der Reedereien dorthin gebracht.